# Bactrocera pagdeni
Bactrocera pagdeni
 es una especie de insecto díptero que Malloch describió científicamente por primera vez en 1939. Esta especie pertenece al género Bactrocera de la familia Tephritidae. 